# Лидрик, Олег Александрович
Олег Александрович Лидрик (17 мая 1971, Иркутск, РСФСР, СССР) — советский и российский футболист.

## Биография
Воспитанник иркутской футбольной школы. В 17 лет начал выступать за команду «Звезда», которой отдал десять лет — с 1988-го по 1997-й год. Провёл за «Звезду» 346 матчей, забил 46 мячей. Один из лучших игроков в истории иркутского футбола.
В 1998—1999 играл за новосибирский клуб «Чкаловец». В 1999 году стал вторым бомбардиром зоны «Восток» второго дивизиона, забив 17 мячей. В 2000, после банкротства «Чкаловца», перешёл в «Чкаловец-Олимпик». В 2001 вернулся в «Чкаловец», который уже выступал под названием «Чкаловец-1936».
С 2002 по 2005-й год выступал за новокузнецкий «Металлург-Кузбасс». В первый свой сезон в Новокузнецке стал лучшим бомбардиром зоны «Восток», забив 22 мяча и разделив пальму первенства с Дмитрием Акимовым из «Тюмени», а новокузнецкий клуб стал победителем зоны «Восток» второго дивизиона и перешёл в первый дивизион. В 2003 году был капитаном команды.
В 2005 вернулся в «Звезду», где и завершил карьеру футболиста.
20 августа 2012 года, по рекомендации губернатора Иркутской области, утверждён на должность президента футбольного клуба «Байкал» (Иркутск).
Продолжает играть за футбольную команду ветеранов «Истлэнд».
Женат — жена Анна (баскетболистка новосибирской команды «Динамо», мастер спорта и бронзовый призёр чемпионата России 1998 года), сын Артём.